# Put oko svijeta u osamdeset dana
Put oko svijeta u osamdeset dana (francuski: Le tour du monde en quatre-vingts jours) pustolovni je roman francuskog pisca Julesa Vernea, objavljen 1873. godine. Radnja prati Engleza Phileasa Fogga koji pokušava u 80 dana proputovati cijeli svijet s proračunom od 20.000 funti (ekvivalent 2 milijuna funti 2016. godine). Jedno je od najpoznatijih djela svjetske i francuske književnosti.